# مارگاریتا شتارکلوا
مارگاریتا شتارکلوا (انگلیسی: Margarita Shtarkelova؛ زادهٔ ۵ ژوئیهٔ ۱۹۵۱) بازیکن بسکتبال اهل بلغارستان است.
از باشگاه‌هایی که در آن بازی کرده‌است می‌توان به اشاره کرد.